# Level 42
Level 42 est un groupe de pop-rock britannique formé à Londres (Angleterre) en 1979 par des natifs de l'île de Wight : Mark King à la basse, Phil Gould à la batterie, rejoints ensuite par Mike Lindup aux claviers et Dominic Miller (à l'origine à la guitare), par la suite remplacé par Boon Gould.
Le groupe a une excellente réputation pour sa partie instrumentale, ajoutée de la combinaison inédite entre la voix de Mark King en chanteur principal la plupart du temps, et accompagné du falsetto de Mike Lindup en second chanteur dans de nombreux titres. Level 42 est également considéré comme l'un des pionniers du mouvement « brit-funk », avec le groupe anglais Imagination.
Concernant l'origine du nom de la formation, le « 42 » viendrait de La Grande Question sur la vie, l'univers et le reste telle qu'imaginée par le romancier Douglas Adams dans son livre Le Guide du voyageur galactique ; Level signifie « Niveau » en français.

## Biographie

### Débuts et succès international
Après les premiers succès en 1981 avec des albums et leurs 45 tours plutôt jazz-funk tels Love Meeting Love ou Love Games, Level 42 opte pour une orientation plus commerciale.
Le groupe connaît alors un succès planétaire entre 1985 et 1987 avec les albums World Machine et Running in the Family et leurs tubes Something About You (1985), Lessons in Love (1986) ou encore Running in the Family (1987). Lessons in Love est d’ailleurs le plus grand succès international de la formation anglaise - durant l'année 1986 - couronnant sa première coproduction avec Wally Badarou ; partenaire depuis les premiers instants, il est considéré potentiellement comme le cinquième membre du groupe.

### Déclin progressif
À cette époque, Level 42 occupe donc le haut des classements en Grande-Bretagne et dans le monde. Cependant, après des tournées internationales harassantes et des désaccords croissants entre Mark et Phil sur la direction musicale du groupe, ce dernier le quitte à la fin de 1987, accompagné peu après par son frère Boon. Phil enregistre néanmoins un dernier album avec la formation, Forever Now publié en 1994, mais se sépare définitivement du groupe au début de la tournée de promotion du disque.
Le manque de succès durant les années 1990, additionné à de nombreux changements de personnel, conduisent à la cessation des activités musicales de Level 42 vers la fin de cette décennie.

### Années 2000–2019

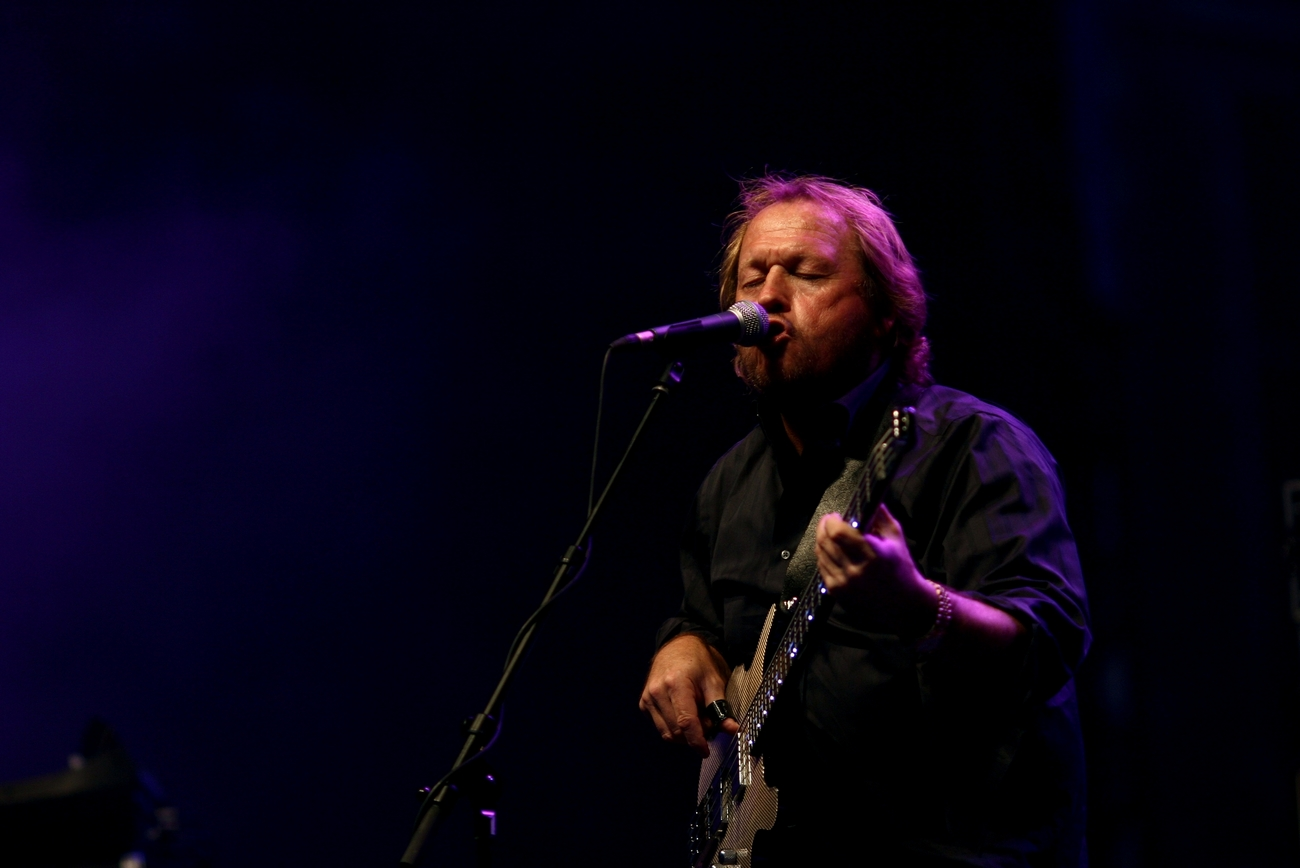
Mark King en 2007.

Après quelques expériences en solo, Mark rachète les droits associés au nom et remet en marche le groupe en 2001 ; il est à nouveau rejoint par Mike en 2006. Une tournée de vingt dates est annoncée le 18 janvier 2008.
En 2010, Husband quitte pour la seconde fois Level 42, et est remplacé par Pete Ray Biggin. En 2012, Level 42 tourne au Royaume-Uni et en Europe, pour célébrer les 25 ans de son album Running in the Family qu'il joue dans son intégralité. Le 3 décembre 2013, le groupe annonce la tournée The Sirens Tour, comprenant 30 dates, qui commence dès octobre 2014. En 2015, la formation continue d'apparaitre dans divers festivals dont les concerts Let's Rock the Moor et Carfestee en tête d'affiche. En 2016, le groupe joue dans divers festivals au Royaume-Uni et en Europe, et à Curaçao, au Chili et en Argentine.
Il tourne de nouveau en 2018. Le 30 avril 2019, on a appris le décès du guitariste Boon Gould.

## Style musical
Mark King a développé le style très particulier nommé le slap, ou en anglais slapping bass, technique dont les principaux contributeurs sont les musiciens américains Larry Graham, Louis Johnson et Stanley Clarke. Mark King en fait un véritable « mur de son » ; à la base le groupe est jazz-rock, sous l'influence particulière de John McLaughlin et du groupe de jazz-rock fusion Return to Forever. Level 42 évolue dans la seconde partie des années 1980 vers un son plus pop et rock, élargissant son audience et ses choix musicaux.

## Membres

### Membres originaux
- Mark King - voix, basse
- Mike Lindup - claviers, voix
- Phil Gould - batterie
- Boon Gould - guitare
- Wally Badarou (studio uniquement) - claviers, voix

### Membres actuels
- Mark King - voix, basse
- Mike Lindup - claviers, voix
- Gary Husband - batterie
- Pete Ray Biggin - batterie (depuis 2010)
- Nathan King - guitare
- Sean Freeman - saxophone

### Musiciens additionnels
- Dominic Miller - guitare (1980, 2008)
- Gary Barnacle - saxophone (1981, 1990-1994)
- Krys Mach - saxophone (1984-1988)
- Alan Murphy - guitare (1988-1989)
- Allan Holdsworth - guitare (1990)
- Billy Cobham - batterie (2008)
- Johnny Thirkell - trompette (1990-1994)
- Jakko Jakszyk - guitare (1991-1994)
- Gavin Harrison - batterie (1994)
- Lyndon Connah - claviers (1990, 2001-2005)
- Pete Ray Biggin  - batterie (depuis 2010)

## Discographie

### Albums studio
- 1981 : Level 42
- 1982 : The Early Tapes July/Aug 1980
- 1982 : The Pursuit of Accidents
- 1983 : Standing in the Light
- 1984 : True Colours
- 1985 : World Machine
- 1987 : Running in the Family
- 1988 : Staring at the Sun
- 1991 : Guaranteed
- 1994 : Forever Now
- 2006 : Retroglide
- 2013 : Sirens

### Compilations sélectives
- 1989 : Level Best (A Collection Of Their Greatest Hits)
- 1992 : The Remixes
- 1998 : The Very Best of Level 42
- 2003 : The Ultimate Collection
- 2021 : The Complete Polydor Years 1980-1984 (Coffret 10CD inclus les 5 premiers albums studio, agrémentés de remixes, faces B, singles, raretés, live, versions longues)

### Albums live
- 1985 : A Physical Presence
- 1990 : Live at Wembley
- 2005 : The River Sessions
- 2013 : Live From Metropolis Studio
- 2016 : Sirens Tour Live